# Louis I. de Bourbon, comte de Vendôme

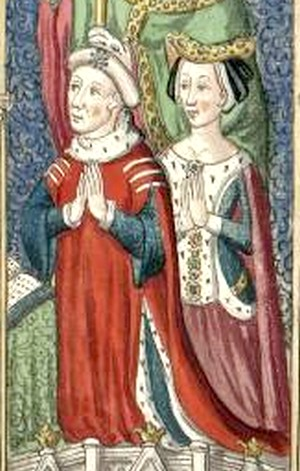
Louis und Blanche

Louis de Bourbon (dt.: Ludwig von Bourbon) (* 1376; † 21. Dezember 1446 in Tours) war von 1403 bis zu seinem Tod (als Louis I.) Graf von Vendôme. Er war der zweite Sohn Jeans de Bourbon, Graf von La Marche, und dessen Ehefrau Catherine († 1412), Gräfin von Vendôme und Castres.
Louis regierte seit dem Tod seines Vaters gemeinsam mit seiner Mutter in der Grafschaft Vendôme, während sein älterer Bruder Jacques in La Marche und Castres die Nachfolge antrat. Seit 1403 regierte er selbständig, nachdem er dem Herzog Ludwig II. von Anjou gehuldigt hatte. Seit 1406 war er in Besitz der Baronie von Mondoubleau im Maine, die er Charles de la Rivière abgekauft hatte.

## Leben
In jungen Jahren kämpfte Louis in England an der Seite des Earls of Derby gegen die Herrschaft des Königs Richard II. Nachdem dieser 1399 gestürzt wurde, bestieg der Earl of Derby als Heinrich IV. den englischen Thron und begründete so die Dynastie der Lancaster.
Nach seiner Rückkehr war Louis in Frankreich ein Parteigänger des Herzogs Louis d’Orléans, der seit dem geistigen Verfall König Karls VI. die Regierung über Frankreich ausübte und dabei in Konflikt mit dem Burgunderherzog Johann Ohnefurcht stand. Nach der Ermordung des Herzogs von Orléans 1407 geriet Louis kurzzeitig in die Gefangenschaft Johanns, wurde aber 1408 unter dessen Regentschaft zum Großkammerherrn der Krone ernannt. Er unterstützte fortan den Grafen Bernard VII. d’Armagnac, der die Führung in der Partei Orléans übernommen hatte (siehe: Bürgerkrieg der Armagnacs und Bourguignons). Bei einem Überfall Burgunds auf das Vendômois im Juli 1412 wurde Louis ein weiteres Mal gefangen genommen, aber wenig später nach dem Vertrag von Auxerre wieder freigelassen.
Im September 1413 war Louis Abgesandter Frankreichs in Aragon, wo er die Rechte der Prinzessin Jolanthe, der Ehefrau Herzog Ludwigs II. von Anjou, vertreten sollte. Im November desselben Jahres wurde er zum Großmeister von Frankreich ernannt und mit der Regierung der Provinzen Champagne, Brie und Picardie betraut. Eine erneute diplomatische Mission führte Louis nach England, um dessen König Heinrich V. von einer Wiederaufnahme des Hundertjährigen Krieges abzuhalten. Er bot ihm unter anderem die Hand der Prinzessin Katharina von Valois an. Die Friedensangebote wurden von König Heinrich jedoch abgelehnt.
Nachdem das englische Heer im Sommer 1415 an der Küste der Normandie erfolgreich gelandet war, kämpfte Louis am 25. Oktober in der desaströsen Schlacht von Azincourt, in der er von Sir John Cornewall gefangen genommen wurde. Nach England gebracht wurde er von diesem an König Heinrich verkauft. Der Erlös ermöglichte es Sir John, ein Schloss in Ampthill zu erbauen. Für seine Freiheit sollte Louis dem englischen König eine Summe von 100.000 Écu zahlen, da er jedoch nicht in der Lage war, eine solch hohe Summe zu zahlen, wurde er nach der Überweisung von 54.000 Écu freigelassen.
Wieder in Frankreich unterstützte Louis nun die Rechte des Dauphin Karl VII. gegen die Bestimmungen des Vertrags von Troyes und gegen die englische Besetzung des französischen Nordens. Auch der Kampf gegen den Herzog von Burgund, der sich inzwischen mit England verbündet hatte, wurde fortgeführt. Am 31. Juli 1423 unterlag Louis als Führer eines französisch-schottischen Heeres in der Schlacht von Cravant gegen ein burgundisch-englisches Heer und geriet ein weiteres Mal in Gefangenschaft. In Folge dieser Niederlage verlor Louis die Grafschaft Vendôme an die Engländer, deren Vertreter in Frankreich, der Duke of Bedford, dort den ihm getreuen Robert de Willughby als Graf einsetzte.
Aus der Gefangenschaft von Karl VII. ausgelöst, wurde Ludwig 1425 zum zweiten Mal in das Amt eines Großmeisters eingesetzt, das er 1418 an Thibaud de Neufchâtel hatte abgeben müssen. Danach beteiligte er sich an der Seite Jeanne d’Arcs an der Offensive gegen die Engländer und nahm am Entsatz Orléans’ (Mai 1429), am Kampf um Jargeau (Juni 1429) und an der Krönung Karls VII. in der Kathedrale von Reims (17. Juli 1429) teil. Im Jahr darauf nahm er an der Belagerung Compiègnes teil und konnte seine Grafschaft wieder in Besitz nehmen, nachdem die Engländer ihre dortige Besatzung abgezogen hatten. 1435 gehörte Louis zu den Zeugen, die den Vertrag von Arras unterzeichneten, der Burgund mit dem König versöhnte.
Im Jahr 1438 betätigte sich Ludwig als Vermittler der Ehe zwischen der Prinzessin Katharina und dem Grafen Karl von Charolais. 1440 nahm er am Aufstand des Adels gegen die Heeresreform des Königs teil (siehe: Praguerie), wurde von diesem aber begnadigt, nachdem die Revolte im Juli des Jahres gescheitert war. 1446 war Louis noch einmal als Abgesandter in London tätig, wo er erfolgreich den Vertrag von Troyes (1444) vermitteln konnte, der zu einem kurzzeitigen Frieden zwischen beiden Königreichen führte. Wenige Monate später starb er in Tours.
Sein Leichnam wurde in der Stiftskirche Saint-Georges in Vendôme bestattet, deren Bau er 1428 veranlasst hatte. Sein Herz wurde in der Chapelle de l’Annonciation (auch bekannt als Chapelle de Vendôme) der Kathedrale von Chartres beigesetzt, deren Bau er ebenfalls gefördert hatte.

## Ehen und Nachkommen
Louis von Bourbon war seit 1414 in erster Ehe mit Blanche († 22. August 1424), Tochter des Grafen Hugo II. von Roucy, verheiratet. Die Ehe blieb kinderlos.
In zweiter Ehe heiratete er 1424 in Rennes Jeanne de Montfort-Laval, Tochter des Herrn Guido XIII. von Montfort aus dem Haus Montfort-Laval. Sie starb am 18. Dezember 1468 auf der Burg Lavardin. Die Kinder dieser Ehe waren:
- Catherine (* 1425; † starb jung)
- Gabrielle (* 1426; † starb jung)
- Jean (* 1428; † 6. Januar 1478), Nachfolger als Graf von Vendôme

Während seiner Gefangenschaft in England zeugte Louis mit Sybil Boston zudem einen unehelichen Sohn, Jean (* 1420; † 1496), der 1449 durch den König legitimiert wurde.
Nachdem Louis’ älterer Bruder Jacques II. nach seinem Tod 1438 lediglich eine Erbtochter hinterließ, sollte sich der jüngere Zweig des Hauses Bourbon über Louis’ Nachkommen fortsetzen und mit seinem Ur-Ur-Urenkel Heinrich 1589 den französischen Königsthron besteigen.